# Weisser Hirsch
Weisser Hirsch är en stadsdel i Dresden i Sachsen, Tyskland. Det är en utpräglad villastadsdel och är en tidigare kurort.
Industrimannen Ludwig Küntzelmann var en av grundarna till kurorten Weisser Hirsch. Heinrich Lahmann inrättade 1888 ett mycket besökt sanatorium, Weisser Hirsch, utanför Dresden. Han gjorde sig till målsman för ett "naturenligt levnadssätt" såväl i diet som i bad och gymnastik. Efter hans död övertogs ledningen för sanatoriet av Ernst von Düring.
Flera kända personer, däribland många författare, konstnärer och läkare har levt och verkat i området: Frieda Fromm-Reichmann,  Oskar Kokoschka, Martin Andersen Nexø, Friedrich Paulus och Ludwig Renn. I romanen Tornet av Uwe Tellkamp (utgiven av Suhrkamp Verlag 2008), som själv är uppvuxen i stadsdelen, bor läkarfamiljen Hoffmann i Weisser Hirsch.

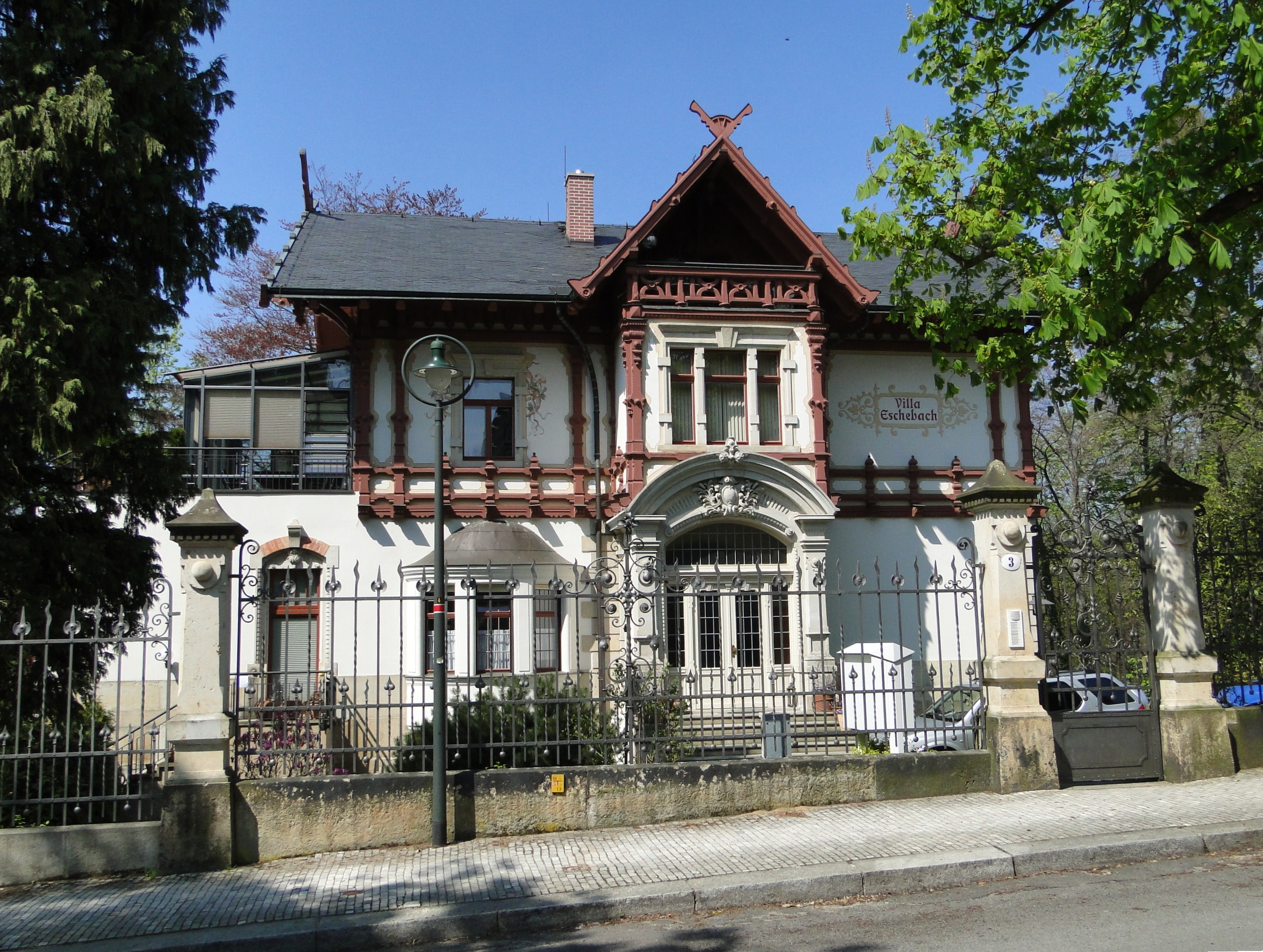
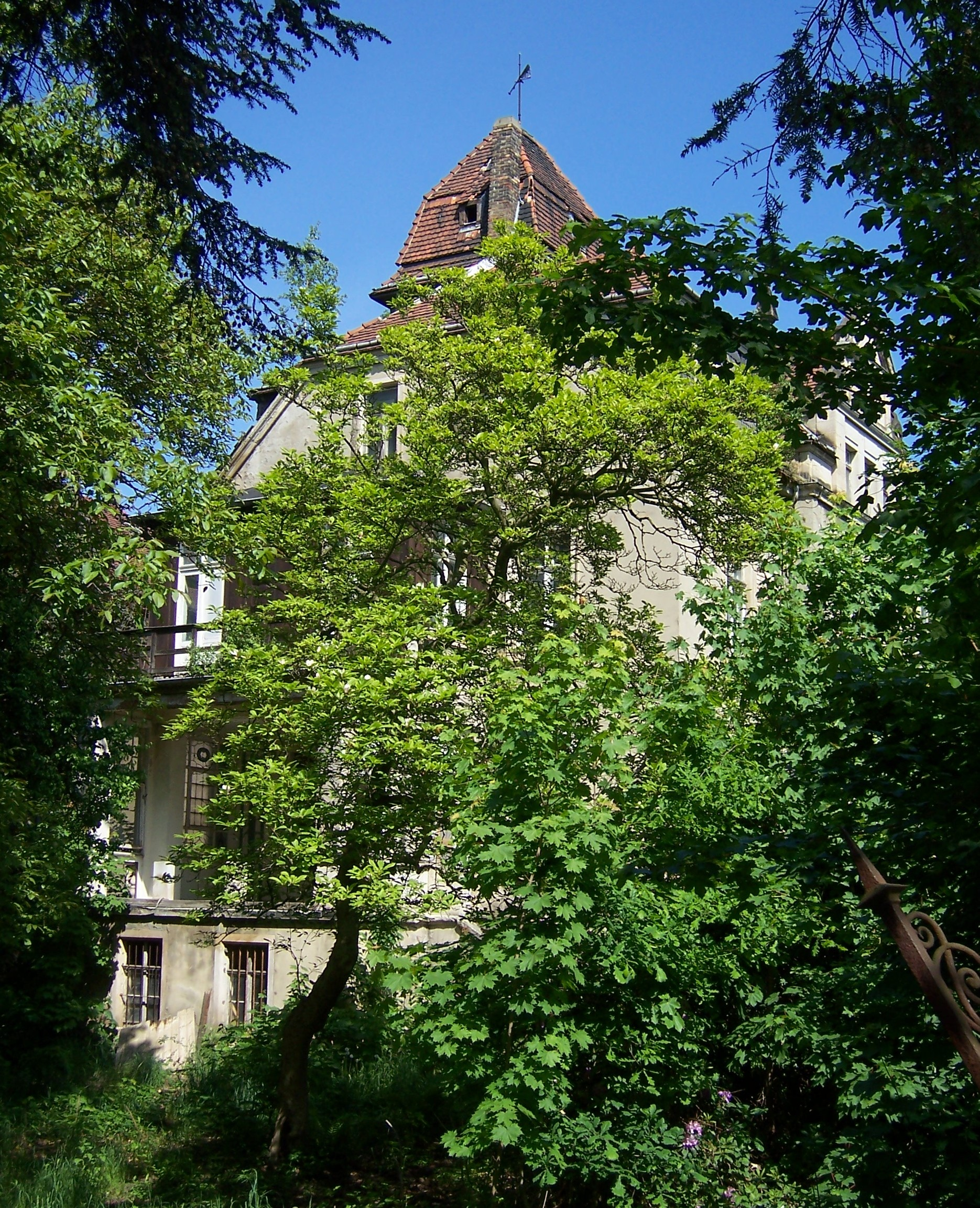
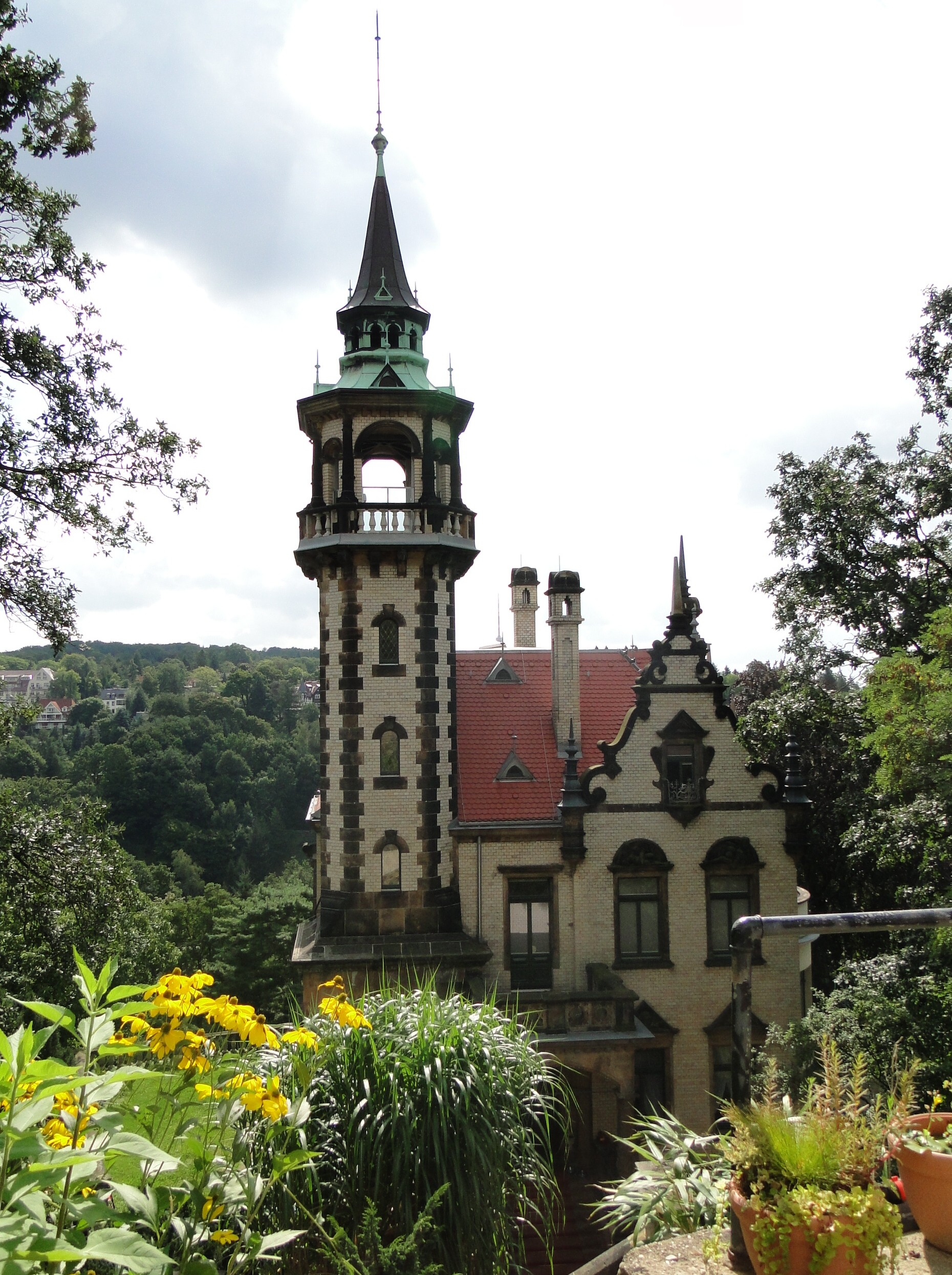
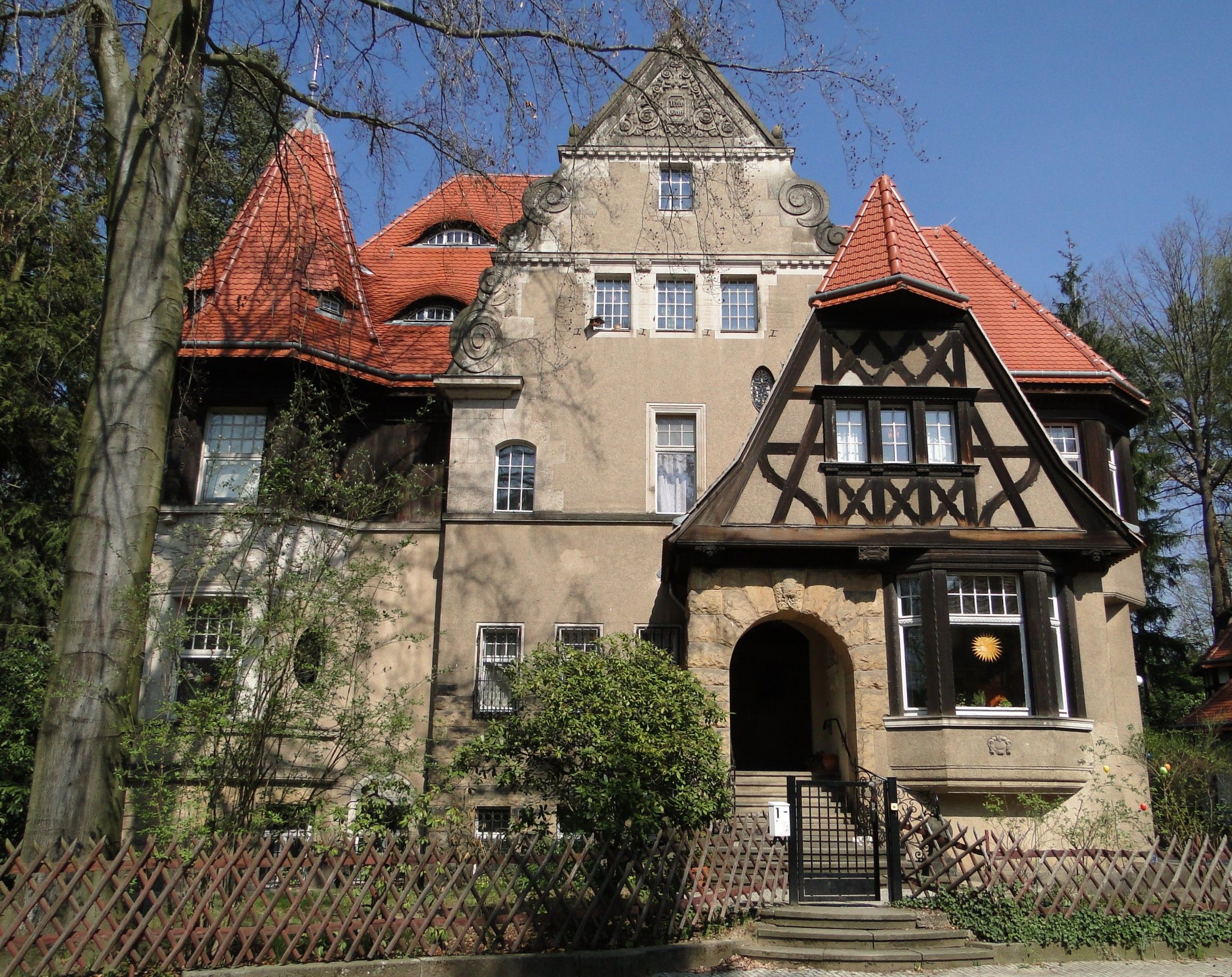